# Communauté de communes du Pays de Saverne
La communauté de communes du Pays de Saverne est une communauté de communes française située dans le département du Bas-Rhin et dans la région Grand Est. 
Créée le 1er janvier 2017, elle regroupe 35 communes et plus de 37 000 habitants.

## Histoire
La communauté de communes de Saverne-Marmoutier-Sommerau voit le jour le 1er janvier 2017, à la suite de la fusion de la communauté de communes de la région de Saverne et de la communauté de communes du pays de Marmoutier-Sommerau. 
Cette fusion s’inscrit dans le cadre de la loi portant nouvelle organisation territoriale de la République (loi dite  « NOTRe »), dont l’objectif est de simplifier le paysage administratif français.
Elle change son nom en « communauté de communes du Pays de Saverne » par arrêté du 29 décembre 2017.

### EPCI limitrophes

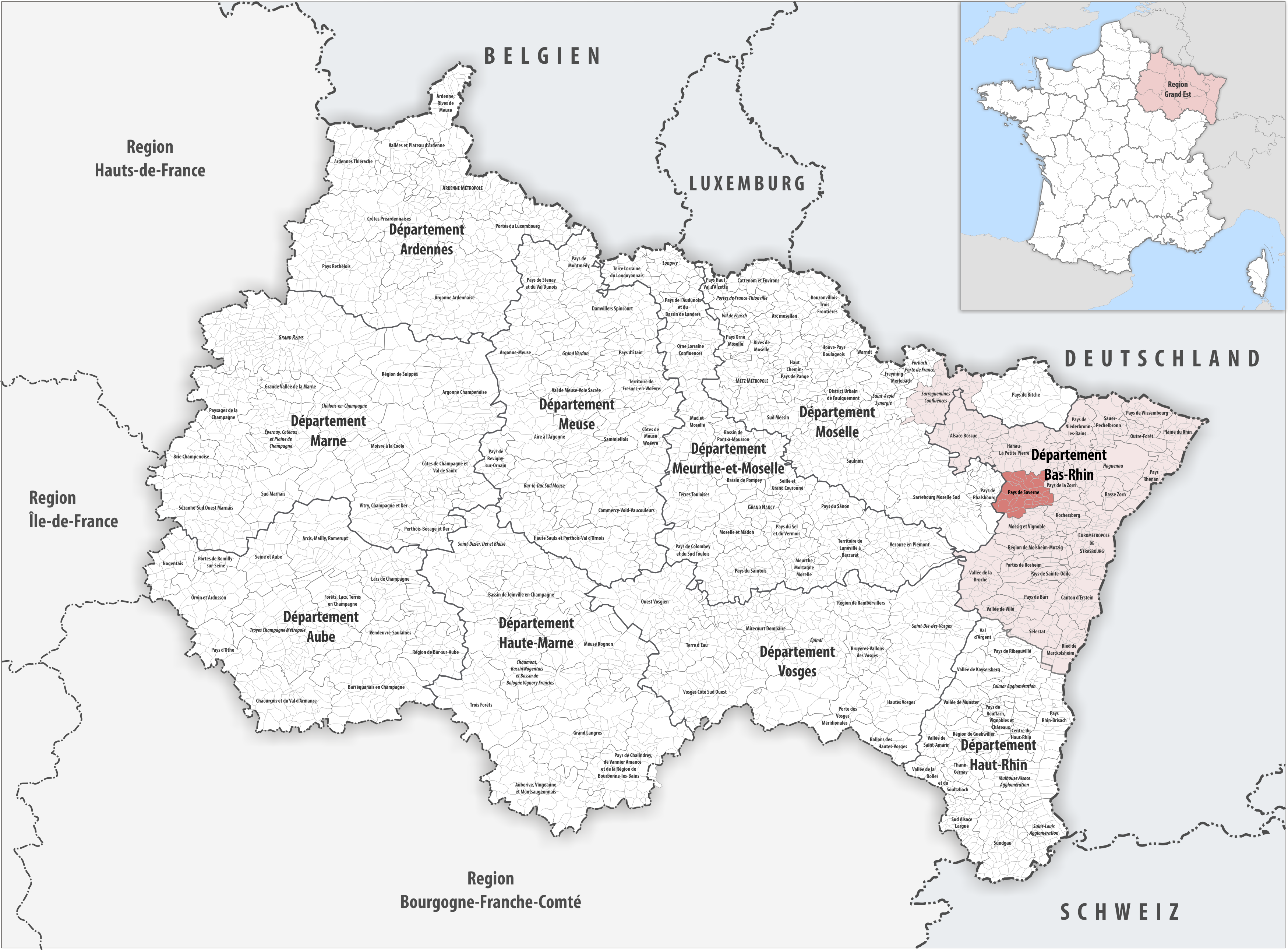
La communauté de communes du Pays de Saverne au sein du Grand Est.

## Territoire communautaire

### Composition
La communauté de communes est composée des 35 communes suivantes :

| Nom                    | Code Insee | Gentilé               | Superficie (km2) | Population (dernière pop. légale) | Densité (hab./km2) |
| ---------------------- | ---------- | --------------------- | ---------------- | --------------------------------- | ------------------ |
| Saverne (siège)        | 67437      | Savernois             | 26,01            | 11 323 (2022)                     | 435                |
| Altenheim              | 67006      | Altenheimois          | 2,71             | 228 (2022)                        | 84                 |
| Dettwiller             | 67089      | Dettwillerois         | 10,77            | 2 569 (2022)                      | 239                |
| Dimbsthal              | 67096      | Dimbsthalois          | 1,91             | 325 (2022)                        | 170                |
| Eckartswiller          | 67117      | Eckartswillerois      | 12,43            | 421 (2022)                        | 34                 |
| Ernolsheim-lès-Saverne | 67129      | Ernolsheimois         | 10,94            | 601 (2022)                        | 55                 |
| Friedolsheim           | 67145      | Friedolsheimois       | 3,52             | 266 (2022)                        | 76                 |
| Furchhausen            | 67149      | Furchhausois          | 2,86             | 391 (2022)                        | 137                |
| Gottenhouse            | 67161      | Gottenhousiens        | 1,25             | 369 (2022)                        | 295                |
| Gottesheim             | 67162      | Gottesheimois         | 5,11             | 355 (2022)                        | 69                 |
| Haegen                 | 67179      | Haegenois             | 20,32            | 657 (2022)                        | 32                 |
| Hattmatt               | 67185      | Hattmattois           | 4,15             | 627 (2022)                        | 151                |
| Hengwiller             | 67190      | Hengwillerois         | 2,15             | 196 (2022)                        | 91                 |
| Kleingœft              | 67244      | Kleingoeftois         | 2,5              | 159 (2022)                        | 64                 |
| Landersheim            | 67258      | Landersheimois        | 2,13             | 191 (2022)                        | 90                 |
| Littenheim             | 67269      | Littenheimois         | 4,21             | 298 (2022)                        | 71                 |
| Lochwiller             | 67272      | Lochwillerois         | 4,63             | 388 (2022)                        | 84                 |
| Lupstein               | 67275      | Lupsteinois           | 7,82             | 826 (2022)                        | 106                |
| Maennolsheim           | 67279      | Maennolsheimois       | 2,74             | 239 (2022)                        | 87                 |
| Marmoutier             | 67283      | Maurimonastériens     | 14,07            | 2 703 (2022)                      | 192                |
| Monswiller             | 67302      | Monswillérois         | 4,72             | 1 994 (2022)                      | 422                |
| Ottersthal             | 67366      | Ottersthalois         | 3,13             | 821 (2022)                        | 262                |
| Otterswiller           | 67367      | Otterswillerois       | 3,28             | 1 306 (2022)                      | 398                |
| Printzheim             | 67380      | Printzheimois         | 4,3              | 205 (2022)                        | 48                 |
| Reinhardsmunster       | 67391      | Reinhardsmonastériens | 18,63            | 437 (2022)                        | 23                 |
| Reutenbourg            | 67395      | Reutenbourgeois       | 4,4              | 391 (2022)                        | 89                 |
| Saessolsheim           | 67423      | Saessolsheimois       | 6,49             | 602 (2022)                        | 93                 |
| Saint-Jean-Saverne     | 67425      | Saint-Johannais       | 6,39             | 537 (2022)                        | 84                 |
| Schwenheim             | 67459      | Schwenheimois         | 4,96             | 744 (2022)                        | 150                |
| Sommerau               | 67004      |                       | 15,96            | 1 524 (2022)                      | 95                 |
| Steinbourg             | 67478      | Steinbourgeois        | 12,73            | 1 928 (2022)                      | 151                |
| Thal-Marmoutier        | 67489      | Thalois               | 3,42             | 831 (2022)                        | 243                |
| Waldolwisheim          | 67515      | Waldolwisheimois      | 5,65             | 551 (2022)                        | 98                 |
| Westhouse-Marmoutier   | 67527      | Westhousois           | 3,96             | 360 (2022)                        | 91                 |
| Wolschheim             | 67553      | Wolschheimois         | 3,65             | 312 (2022)                        | 85                 |

### Pôle d'équilibre territorial et rural
La communauté de communes, conjointement avec les communautés de communes de Hanau-La Petite Pierre et de l'Alsace Bossue forme le pôle d'équilibre territorial et rural (PETR) Pays de Saverne plaine et plateau.

### Démographie
| 1968   | 1975   | 1982   | 1990   | 1999   | 2010   | 2015   | 2020   |
| ------ | ------ | ------ | ------ | ------ | ------ | ------ | ------ |
| 28 656 | 30 167 | 31 104 | 31 455 | 33 452 | 36 434 | 35 712 | 35 786 |

## Administration

### Siège
Le siège de la communauté de communes est situé à Saverne, 16 rue du Zornhoff.

### Tendances politiques
| Commune                | Maire                | Étiquette | Étiquette |
| ---------------------- | -------------------- | --------- | --------- |
| Altenheim              | Laura Ritter         |           | SE        |
| Dettwiller             | Claude Zimmermann    |           | DVD       |
| Dimbsthal              | Claude Schmitt       |           | DVD       |
| Eckartswiller          | Jean-Jacques Jundt   |           | DVD       |
| Ernolsheim-lès-Saverne | Alfred Ingweiler     |           | DVD       |
| Friedolsheim           | André Schott         |           | SE        |
| Furchhausen            | Denis Hittinger      |           | DVD       |
| Gottenhouse            | Jean-Luc Simon       |           | DVD       |
| Gottesheim             | Elisabeth Muller     |           | SE        |
| Haegen                 | Marie-Pierre Oberlé  |           | SE        |
| Hattmatt               | Alain Sutter         |           | DVD       |
| Hengwiller             | Marcel Blaes         |           | DVD       |
| Kleingœft              | François Willem      |           | SE        |
| Landersheim            | Damien Frintz        |           | SE        |
| Littenheim             | Bernard Sonnenmoser  |           | SE        |
| Lochwiller             | Christophe Kalck     |           | SE        |
| Lupstein               | Denis Reiner         |           | DVD       |
| Maennolsheim           | Anny Kuhn            |           | DVD       |
| Marmoutier             | Jean-Claude Weil     |           | DVG       |
| Monswiller             | William Picard       |           | SE        |
| Ottersthal             | Daniel Gérard        |           | DVD       |
| Otterswiller           | Joseph Cremmel       |           | LR        |
| Printzheim             | Michel Eichholtzer   |           | DVD       |
| Reinhardsmunster       | Bruno Kister         |           | SE        |
| Reutenbourg            | Frédéric Georger     |           | DVD       |
| Saessolsheim           | Dominique Muller     |           | DVD       |
| Saint-Jean-Saverne     | Jean Goetz           |           | SE        |
| Saverne                | Stéphane Leyenberger |           | LR        |
| Schwenheim             | Gabriel Oelschlaeger |           | DVD       |
| Sommerau               | Bruno Lorentz        |           | SE        |
| Steinbourg             | Viviane Kern         |           | SE        |
| Thal-Marmoutier        | Jean-Claude Distel   |           | DVD       |
| Waldolwisheim          | Marc Wintz           |           | DVD       |
| Westhouse-Marmoutier   | Jean-Claude Haettel  |           | DVD       |
| Wolschheim             | Jean-Marc Gitz       |           | DVD       |

### Conseil communautaire
Les 63 conseillers titulaires (et 28 suppléants) sont ainsi répartis selon le droit commun comme suit : 
| Nombre de délégués | Communes               |
| ------------------ | ---------------------- |
| 17                 | Saverne                |
| 4                  | Dettwiller, Marmoutier |
| 3                  | Monswiller, Steinbourg |
| 2                  | Otterswiller, Sommerau |
| 1 (+1 suppléant)   | Les autres communes    |

### Élus
La communauté de communes est administrée par son conseil communautaire constitué en 2020 de 63 conseillers communautaires, qui sont des conseillers municipaux représentant chacune des communes membres.
À la suite des élections municipales de 2020 dans le Bas-Rhin, le conseil communautaire du 16 juillet 2020 a réélu son président, Dominique Muller, maire de Saessolsheim, ainsi que ses 9 vice-présidents. Depuis cette date, la liste des vice-présidents est la suivante :
|     | Attributions                                               | Identité               | Qualité                                  |
| --- | ---------------------------------------------------------- | ---------------------- | ---------------------------------------- |
| 1er | Développement économique et tourisme                       | Stéphane Leyenberger   | Maire de Saverne                         |
| 2e  | Environnement et développement durable                     | Viviane Kern           | Maire de Steinbourg                      |
| 3e  | Finances et ressources humaines                            | Denis Hittinger        | Maire de Furchhausen                     |
| 4e  | Enfance et petite enfance                                  | Aimé Dangelser         | Conseiller municipal de Marmoutier       |
| 5e  | Jeunesse, sport, loisirs et culture                        | Christophe Kremer      | Conseiller municipal de Saverne          |
| 6e  | Logement et habitat                                        | Alain Sutter           | Maire de Hattmatt                        |
| 7e  | Travaux et patrimoine                                      | Daniel Gérard          | Maire d'Ottersthal                       |
| 8e  | Communication et développement numérique                   | Marie-Paule Gaehlinger | Deuxième adjointe au maire de Monswiller |
| 9e  | Action externe, solidarité, sécurité et affaires générales | Julien Pueyo           | Conseiller municipal de Dettwiller       |

Ensemble, ils forment le bureau communautaire pour la période 2020-2026.

### Liste des présidents
| Période        | Période                       | Identité         | Étiquette | Qualité                                                        |
| -------------- | ----------------------------- | ---------------- | --------- | -------------------------------------------------------------- |
| 9 janvier 2017 | En cours (au 17 juillet 2020) | Dominique Muller | DVD       | Maire de Saessolsheim (2001 → ) Réélu pour le mandat 2020-2026 |

### Compétences
L'intercommunalité exerce les compétences qui lui ont été transférées par les communes membres, dans les conditions définies par le code général des collectivités territoriales.

### Régime fiscal et budget
La communauté de communes est un établissement public de coopération intercommunale à fiscalité propre.
Afin de financer l'exercice de ses compétences, l'intercommunalité perçoit la fiscalité professionnelle unique (FPU) – qui a succédé à la taxe professionnelle unique (TPU) – et assure une péréquation de ressources entre les communes résidentielles et celles dotées de zones d'activité.

## Transports
La communauté de communes est devenue autorité organisatrice de la mobilité (AOM).
Elle est traversée non seulement par la RN 4 et la ligne ferroviaire Paris–Strasbourg, mais aussi par l'autoroute A4 et la ligne à grande vitesse est-européenne (LGV Est).

### Fragmentation écopaysagère
La LGV Est emprunte le tunnel de Saverne, n'occasionnant aucune gêne en matière de fragmentation écopaysagère. En revanche, la passerelle à gibier jetée au-dessus de l'autoroute A4 dans la traversée des Vosges ne sert qu'aux randonneurs, et pas à la faune sauvage. Elle a été mal conçue, et ne permet pas l'échange de population animale entre le Sud du massif des Vosges, d'une part, et la réserve de biosphère transfrontière des Vosges du Nord-Pfälzerwald, d'autre part.

### Impact énergétique et climatique

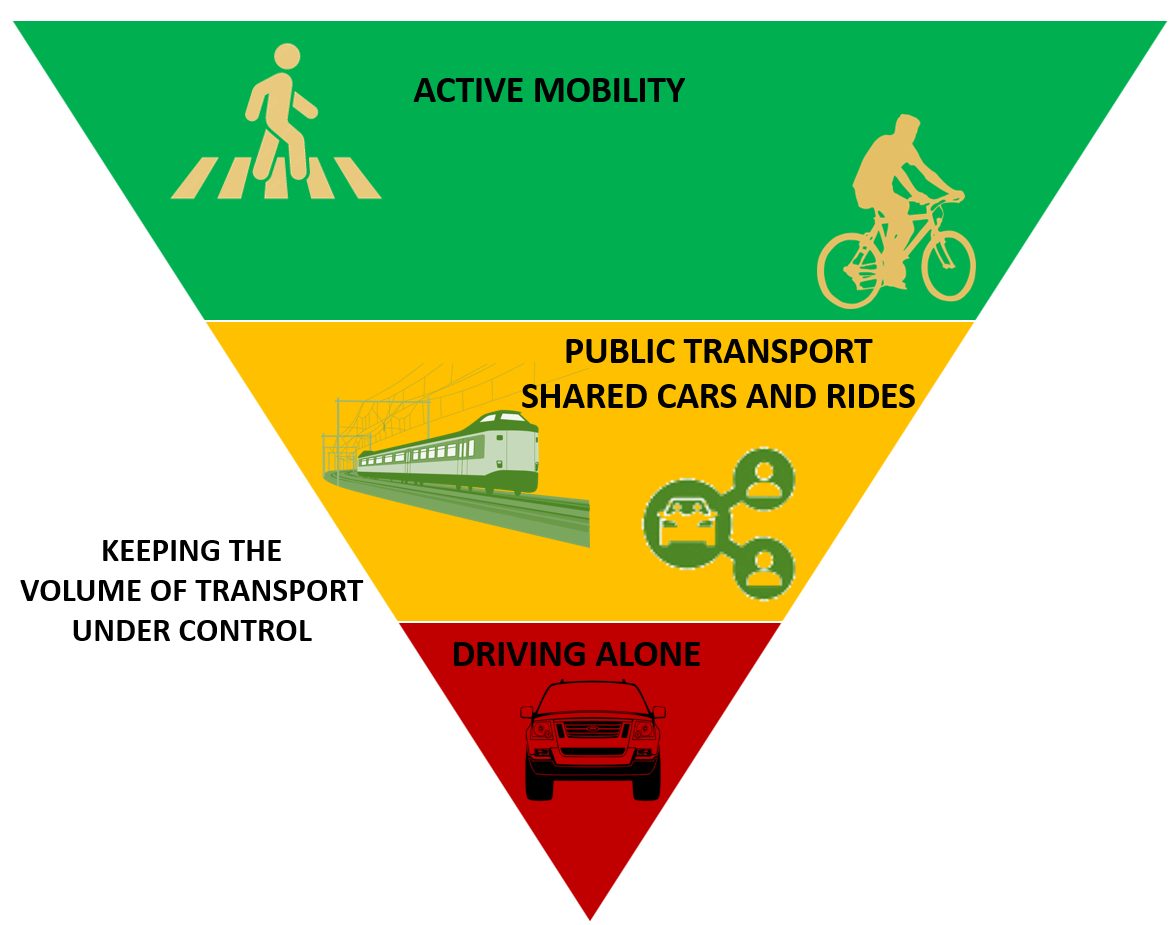
Pyramide de la mobilité, proposée par le projet européen Share North.

Énergie et effet de serre étant intimement liés, ATMO Grand Est tient à jour les statistiques énergétiques et climatiques de la communauté de communes du Pays de Saverne pour l'année 2021 et pour tous les secteurs, y compris les transports.
| -                              | Transports routiers | Autres transports |
| ------------------------------ | ------------------- | ----------------- |
| Carburant (GWh)                | 374                 | 1                 |
| Électricité (GWh)              | 0                   | 8                 |
| Gaz à effet de serre (ktéqCO2) | 93                  | 1                 |

## Énergie et climat
Dans le cadre du schéma régional d'aménagement, de développement durable et d'égalité des territoires (SRADDET) du Grand Est, ATMO Grand Est tient à jour les statistiques énergétiques  des établissements publics de coopération intercommunale de la collectivité européenne d'Alsace sous forme de diagramme de flux.
L'énergie finale annuelle, consommée en 2021, est exprimée en gigawatts-heures,.
| -                          | GWh |
| -------------------------- | --- |
| Électricité                | 280 |
| Carburants ou combustibles | 839 |
| Chaleur primaire           | 34  |

L'énergie produite en 2021 est également exprimée en gigawatts-heures.
| -                          | GWh |
| -------------------------- | --- |
| Électricité                | 11  |
| Carburants ou combustibles | 185 |
| Chaleur primaire           | 43  |

Les gaz à effet de serre sont exprimés en kilotonnes équivalent CO2.
| -                     | ktéqCO2 |
| --------------------- | ------- |
| Liées à l'énergie     | 180     |
| Non liées à l'énergie | 50      |